# Seznam památných stromů v okrese Beroun
Toto je seznam památných stromů v okrese Beroun, v němž jsou uvedeny památné stromy na území okresu Beroun.
| Název                                        | Obrázek                                     | Umístění                                             | Druh                                               | Obvod [v cm] | Kód wikidata      | Galerie                                                                 | Poznámka |
| -------------------------------------------- | ------------------------------------------- | ---------------------------------------------------- | -------------------------------------------------- | ------------ | ----------------- | ----------------------------------------------------------------------- | --- |
| Dub na vinici                                |                                             | Beroun 49°57′53″ s. š., 14°2′36″ v. d.               | dub letní                                          | 414          | 104205 Q26789160  | Kategorie „Dub na vinici“ na Wikimedia Commons                          | Na okraji lesa 10 3a. V roce 2003 proveden zdravotní řez v celé ploše koruny, odstranění suchých větví, mechanické opracování lokální dutiny v řezné ráně a vstupních otvorů po odstranění pahýlů větví, jejich chemické ošetření a zastřešení. V blízkosti stromu se nachází schránka na geocaching. |
| Buk u gymnázia                               |                                             | Beroun 49°57′58″ s. š., 14°4′17″ v. d.               | buk lesní červenolistý                             | 285          | 104169 Q26789137  | Kategorie „Famous tree in Beroun“ na Wikimedia Commons                  | Před budovou 3. ZŠ a gymnázia. V roce 2002 proveden zdravotní řez v celé koruně. V roce 2018 koruna rozložitá, místy tlaková větvení u větví nižšího řádu, nápadné kořenové náběhy, částečně obnažené kořeny. |
| Lípa na Zdejcině (Růžičkova) †               |                                             | Beroun-Zdejcina 49°58′56″ s. š., 14°2′17″ v. d.      | lípa malolistá                                     | 600          | 104204 Q26789159  |                                                                         | Stála u domu čp.12 (nad kravínem). Lípa byla 23. května 2016 při bouři a silném větru vyvrácena. Strom byl kdysi ve výšce rozvětvení radikálně ořezán a z tohoto místa se rozvětvoval. Větve směřovaly kolmo vzhůru. Ve kmeni bývala dutina, kdysi zakrytá. V letech 2000 a 2001 proveden zdravotní a odlehčovací řez v celé ploše koruny a zastřešení centrální dutiny. |
| Bezdědická lípa                              |                                             | Bezdědice u Hostomic 49°49′58″ s. š., 14°1′55″ v. d. | lípa malolistá                                     | 405          | 104206 Q26789161  |                                                                         | Před zdí fary u silnice za kostelem |
| Lípa v Bítově                                |                                             | Bítov u Koněprus 49°55′45″ s. š., 14°3′54″ v. d.     | lípa malolistá                                     | 268          | 104165 Q26789133  |                                                                         | Na návsi u studny, nedaleko rybníka. Celkem mladá, bez viditelných poškození. V roce 1998 proveden zdravotní řez. V roce 2017 bez viditelných poškození. V koruně umístěna napnutá vazba. Na od cesty pravé kosterní větvi menší dutina po odříznuté větvi, zakrytá nefunkční stříškou. |
| Břekové stromořadí                           |                                             | Broumy 49°56′31″ s. š., 13°53′52″ v. d.              | jeřáb břek (23)                                    |              | 104194 Q26791064  |                                                                         | Nedaleko hájovny Kolna podél silnice Kublov-Svatá po které vede i cyklistická trasa 0052. |
| Dub nad Balatonem                            |                                             | Broumy 49°57′24″ s. š., 13°52′14″ v. d.              | dub letní                                          | 483          | 104645 Q26789304  | Kategorie „Dub nad Balatonem“ na Wikimedia Commons                      | V poli nad lokalitou Balaton východně od obce Broumy. Strom oproti ostatním dubům v okolí vyniká tím, že v zimním období zachovává olistění. V roce 2000 v kmeni u země pozorována malá dutina, do výše 6 m dosahuje zavalená puklina, koruna nasazena v 2,2 m, částečně proschlá, cca 10-15% suchých větví. |
| Bubovický dub                                |                                             | Bubovice 49°58′6″ s. š., 14°9′52″ v. d.              | dub letní                                          | 375          | 104203 Q26789158  | Kategorie „Bubovický dub“ na Wikimedia Commons                          | V obci, u plotu bývalého statku u silnice do Loděnice. Vitální strom, v koruně několik slabších suchých větví. |
| Cerhovická lípa                              | Památná lípa v obci Cerhovice.              | Cerhovice 49°50′39″ s. š., 13°49′36″ v. d.           | lípa malolistá                                     | 300          | 104202 Q12034685  |                                                                         | U vodní nádrže západně od obce směrem na Plzeň. V roce 2012 sekundární koruna, v kmeni a kosterních větvích dutiny, některé zakryté dnes již nefunkčními stříškami, široce rozložená koruna s menším procentem suchých větví, u báze se tvoří výmladky. V roce 2017 nalezeny na bázi kmene plodnice šupinovky a ve kmeni výletové otvory hmyzu. |
| Dub v Černíně †                              |                                             | Černín u Zdic 49°55′22″ s. š., 13°58′19″ v. d.       | dub letní                                          | 305          | 104172 Q26789139  | Kategorie „Dub v Černíně“ na Wikimedia Commons                          | Na okraji remízu u malé vodní nádrže, vlevo od žlutě značené turistické stezky z Černína do Zdic. Strom zcela uschl, ochrana zrušena 01. července 2023 |
| Dub u Skalů †                                |                                             | Černín u Zdic 49°55′43″ s. š., 13°58′20″ v. d.       | dub letní                                          | 445          | 104173 Q26789140  |                                                                         | Rostl nad statkem "U Skalů", jižně od komunikace Černín-Svatá. V roce 2010 měl dub rovný boulovitý kmen, na bázi starý, částečně se zavalující zásušek 0,5 x 1,5 m. Ve 3 m malá dutina v 5 m se rozdvojuje. Koruna byla vitální, symetrická, pouze jedna silnější větev trčela do louky. Ve spodní části měl dub dvě slabší větve. Strom byl vyvrácen silnými poryvy větru v létě 2015. Ochrana zrušena 27. února 2017. |
| Jinan dvoulaločný rostoucí u Pomníku padlých |                                             | Drozdov 49°51′47″ s. š., 13°50′26″ v. d.             | jinan dvoulaločný                                  | 159          | 106096 Q26790763  |                                                                         | V obci v blízkosti Pomníku padlých v ulici vedoucí ke sportovnímu areálu |
| Lípa u Hlásné Třebaně                        |                                             | Hlásná Třebaň 49°55′56″ s. š., 14°11′44″ v. d.       | lípa malolistá                                     | 243          | 104199 Q11775258  | Kategorie „Lípa u Hlásné Třebaně“ na Wikimedia Commons                  | U kapličky u polní cesty z Karlštejna do Hlásné Třebaně po které vede žlutě značená Svatojakubská cesta. Naprosto zdravý strom. Viditelné suky po čtyřech větvích se dobře zavalují. |
| Dvořákova lípa                               |                                             | Hořovice 49°50′24″ s. š., 13°54′16″ v. d.            | lípa malolistá                                     | 340          | 105932 Q26790547  |                                                                         | V obci nedaleko sportovního areálu. |
| Buk v Hostomicích                            |                                             | Hostomice 49°47′30″ s. š., 14°3′26″ v. d.            | buk lesní                                          | 362          | 105924 Q26790539  |                                                                         | V lesním porostu vedle lovecké chaty. |
| Dub v Hostomicích                            |                                             | Hostomice 49°48′38″ s. š., 14°1′41″ v. d.            | dub letní                                          | 305          | 105927 Q26790542  | Kategorie „Dub v Hostomicích“ na Wikimedia Commons                      | Na starém židovském hřbitově mezi Běštínem a Hostomicemi. |
| Hostomická lípa                              |                                             | Hostomice 49°49′5″ s. š., 14°3′38″ v. d.             | lípa malolistá                                     | 350          | 105925 Q26790540  | Kategorie „Hostomická lípa“ na Wikimedia Commons                        | Solitér v polích s nízkým kmenem dělícím se na tři kosterní větve, částečně tlaková větvení, zdravý. |
| Hrušeň v Hostomicích                         |                                             | Hostomice 49°48′51″ s. š., 14°3′42″ v. d.            | hrušeň obecná                                      | 290          | 105926 Q26790541  | Kategorie „Hrušeň v Hostomicích“ na Wikimedia Commons                   | V polích v lokalitě U Hostomického průhonu. |
| Lípy v Hostomicích pod Brdy                  |                                             | Hostomice 49°49′11″ s. š., 14°2′28″ v. d.            | lípa malolistá                                     | 275,257      | 105923 Q26779934  | Kategorie „Famous trees in Hostomice“ na Wikimedia Commons              | Dvě památné lípy se nachází na Malostranské ulici vedoucí směrem k Běštínu. Podél vede zeleně značená turistická stezka. |
| Lípa v Hředli †                              |                                             | Hředle u Zdic                                        | lípa                                               | 393          | 104568            |                                                                         | Vyvrácen vichřicí. Status památného stromu zrušen k 20. srpnu 2010. |
| Lípa pod Krušnou horou                       |                                             | Hudlice 49°58′20″ s. š., 13°56′33″ v. d.             | lípa velkolistá                                    | 698          | 105746 Q26790293  | Kategorie „Lípa pod Krušnou horou“ na Wikimedia Commons                 | Asi 3 metry vpravo od žlutě značené turistické stezky vedoucí od rozcestí U pyramidy k hájovně Varta v lesním porostu 424C4a. U stromu se nalézá také jedna ze zastávek naučné stezky Krušná hora - Hudlický vrch. Mohutný jedinec u kterého není zřejmé, zda se jedná o srostlici více kmenů pařezových výmladků, nebo jeden obrovský strom dělící se na tři, později čtyři kmeny. V roce 2019 pozorovány dutiny kosterních větví. |
| Klen v Mrtníku                               |                                             | Hvozdec 49°48′1″ s. š., 13°52′22″ v. d.              | javor klen                                         | 420          | 104163 Q26789131  | Kategorie „Stump of Acer pseudoplatanus in Mrtník“ na Wikimedia Commons | U hřbitovní zdi před bočním vchodem do Kostela Narození Panny Marie v Mrtníku. Okolo vede cyklistická trasa 0006 a naučná stezka Okolím Komárova. Nyní jen torzo stromu – ponecháno pod ochranou kvůli kolonii mravenců Camponotus ligniperda. |
| Dub u Valdeka                                |                                             | Chaloupky 49°46′31″ s. š., 13°53′34″ v. d.           | dub zimní                                          | 385          | 106413 Q130729784 |                                                                         | U zříceniny hradu Valdek. |
| Chyňavská lípa                               |                                             | Chyňava 50°1′39″ s. š., 14°4′27″ v. d.               | lípa malolistá                                     | 390          | 104197 Q26789156  | Kategorie „Památná lípa v Chyňavě“ na Wikimedia Commons                 | V obci u kostela sv. Prokopa. Na kmeni stromu je rozcestník žlutě a červeně značených turistických stezek. Stav v roce 2018 - zdravý strom, pravidelná koruna, mohutné kořenové náběhy, u jedné z kosterních větví tlakové větvení bez poškození. |
| Lípa srdčitá v Jivině                        |                                             | Jivina 49°47′42″ s. š., 13°50′2″ v. d.               | lípa srdčitá                                       | 240          | 106279 Q73601928  |                                                                         | Dominantní strom, významný krajinný a estetický prvek. |
| Dub sedmi bratří                             |                                             | Karlštejn - Budňany 49°56′51″ s. š., 14°11′ v. d.    | dub letní                                          | 492          | 104196 Q11832197  | Kategorie „Dub sedmi bratří“ na Wikimedia Commons                       | Dub vysazený během 30leté války roste za hájovnou u silnice od Mořiny, u rozcestníku žlutě , modře a červeně značených turistických stezek z nichž ta červená je nejstarší turistickou cestou na Karlštejn z r. 1889, pojmenovanou Vojtou Náprstkem. Místem také prochází naučné stezka Karlštejn jakožto i úsek Svatojakubské cesty. Kmen v 1 m rozvětven v dvoják. Napaden tracheomykózou a dřevokaznými houbami. Přibližně od pol 80. let prosychá, v posledních letech silně. Nad rozdvojením pahýl po silné ulomené větvi. Suché větve má i v koruně.                                                                                      |
| Alej v Tihavě (Kotopekách)                   |                                             | Kotopeky 49°50′54″ s. š., 13°55′27″ v. d.            | dub letní (31) javor babyka (9) borovice lesní (1) |              | 104198 Q26790995  | Kategorie „Alej v Tihavě“ na Wikimedia Commons                          | Podél cesty okrajem lesa Bažantnice se nachází alej se 41 památnými stromy. Kolem jižního konce aleje vede zeleně značená turistická stezka. Největší dub v aleji má obvod kmene 615 cm. V roce 2005 měl jeho kmen u báze menší dutiny, koruna po mírném redukčním řezu, prosychání mírné, plodnice hub nenalezeny, zdravotní stav dobrý. |
| Lípa Františka Josefa (Franze Josefa)        |                                             | Kotopeky 49°51′18″ s. š., 13°55′31″ v. d.            | lípa malolistá                                     | 278          | 104164 Q26789132  | Kategorie „Lípa Františka Josefa“ na Wikimedia Commons                  | U obecní studny v Tihavě, vysazena k výročí korunovace Františka Josefa I. císařem 1848. Kvalitní solitéra bez výraznějšího poškození, koruna po mírném ořezu, neprosychá, zdravotní stav dobrý. |
| Lípy v Kotopekách                            |                                             | Kotopeky 49°51′8″ s. š., 13°55′18″ v. d.             | lípa malolistá (2)                                 | 374 360      | 104195 Q26779932  | Kategorie „Lípy v Kotopekách“ na Wikimedia Commons                      | Ve vzdálenosti 3 m po levé straně silnice Kotopeky-Hořovice. Z dvojice lip zůstává jediná, značně poškozená. V roce 2017 velká otevřená dutina cca do 1 m výšky na bázi kmene, čerstvě odstraněna větev směřující nad komunikaci |
| Hrušeň Za pecí                               |                                             | Kublov 49°57′22″ s. š., 13°52′48″ v. d.              | hrušeň obecná                                      | 350          | 104643 Q26789302  | Kategorie „Hrušeň Za pecí“ na Wikimedia Commons                         | V poli u Kublova vpravo od silnice na Karlov v lokalitě nazývané "Za pecí". V roce 2000 kmen zdravý, koruna nasazena ve 2 metrech. Z východní strany myslivecký posed. Pod stromem poměrně hustý podrost bezu a hlohu. V roce 2008 došlo k odlomení silnější větve na východní straně koruny ale strom tím nebyl vážněji poškozen. |
| Robotnická lípa ve Lhotce                    |                                             | Lhotka u Berouna 49°59′45″ s. š., 14°5′56″ v. d.     | lípa malolistá                                     | 428          | 104166 Q26789134  | Kategorie „Robotnická lípa ve Lhotce“ na Wikimedia Commons              | Dnes již jen torzo lípy na návsi u čp. 8. Strom zlomila vichřice 21. září 2018 ve výši cca 1m. Na bázi kmene nalezeny plodnice dřevomoru, v centrální dutině adventivní kořeny, větve poměrně zdravé. |
| Lípa v Libomyšli                             |                                             | Libomyšl 49°52′15″ s. š., 14°0′11″ v. d.             | lípa malolistá                                     | 354          | 104193 Q26789155  | Kategorie „Lípa v Libomyšli“ na Wikimedia Commons                       | Na východní straně obce na kopci zvaném Hrádek, kde bývala tvrz zaniklá r. 1572. Po vichřici v roce 2002 odlomena část koruny. V roce 2012 silně zmlazuje u paty kmene, výmladky zakrývají celý kmen, centrální dutina, všechny větve podepřeny stojany, místy již dochází k zarůstání do dřeva, konce větví odesychají. V roce 2019 podpěry poškozené, jedna zcela mimo větev, druhá ohnutá, uvolněný spojovací řetěz. Prasklina kmene se rozšířila a hrozí zřícení stromu, vitalita však stále dobrá. |
| Dub letní Pod Cihelnou                       |                                             | Liteň 49°53′41″ s. š., 14°8′22″ v. d.                | dub letní                                          | 366          | 104192 Q11832052  | Kategorie „Dub letní v Litni“ na Wikimedia Commons                      | U silnice směrem na Nesvačily v lokalitě zvané "Pod Cihelnou". Kolem vede naučná stezka Liteň . V roce 2002 proveden zdravotní řez v celé ploše koruny. Drobné zasychání slabých konců větví. Jinak kvalitní vitální strom. V roce 2019 stav stromu nezměněn. Vysoký kmen s drobnějšími větvemi, koruna pravidelná s dvěma hlavními větvemi. Dub by vybrán mezi Památné stromy Karlštejnska. |
| Dub a lípa u Lučního mlýna                   |                                             | Lochovice 49°50′31″ s. š., 13°58′37″ v. d.           | dub letní (1) lípa malolistá (1)                   | 396          | 104190 Q26779930  | Kategorie „Dub a lípa u Lučního mlýna“ na Wikimedia Commons             | U Lučního mlýna (Weisen Mühle) čp. 1. Dnes už stojí pouze dub. Lípa padla v silném větru na konci roku 2015. Její ochrana následně zrušena 6. ledna 2016. Kmen dubu se ve výši 6,5 m větví v jednom místě na tři kosterní větve. V roce 2012 zdravý. |
| Lochovická lípa                              |                                             | Lochovice 49°51′8″ s. š., 13°58′40″ v. d.            | lípa malolistá                                     | 385          | 104191 Q26789153  | Kategorie „Famous tree in Lochovice“ na Wikimedia Commons               | V obci u Kostela svatého Ondřeje. Okolo vedou zeleně a modře značené turistické stezky. V roce 2012 sekundární koruna již v minulosti obvodově redukovaná, ve vrcholu prosychá, v mnohačetném úžlabí menší dutina zakrytá stříškou. V roce 2019 patrná obvodová redukce, zmlazení nepatrné, místy při obvodu znatelněji prosychá. |
| Dub v Malé Vísce                             |                                             | Malá Víska 49°46′40″ s. š., 13°52′40″ v. d.          | dub zimní                                          | 428          | 104189 Q26789152  | Kategorie „Dub v Malé Vísce“ na Wikimedia Commons                       | Na jihovýchodním konci obce u polní cesty za kravínem u žlutě značené turistické stezky. Mohutný strom s nízkým kmenem, větveným na několik různě silných větví téměř z jednoho místa, s rozložitou korunou, esteticky působivý, menší zakrytá dutina. |
| Málkovský mléč                               |                                             | Málkov u Suchomast 49°53′15″ s. š., 14°1′29″ v. d.   | javor mléč                                         | 257          | 104188 Q26789151  |                                                                         | Ve středu obce na zahradě u čp. 7. V roce 1994 proveden řez pahýlů a suchých větví a ošetření ran. Po vichřici vylámány silné větve. |
| Dub u Měňanského mlýna                       |                                             | Měňany 49°54′34″ s. š., 14°6′16″ v. d.               | dub letní                                          | 395          | 104187 Q26789150  | Kategorie „Dub u Měňanského mlýna“ na Wikimedia Commons                 | Na hrázi rybníčku u bývalého mlýna. Zdravý vitální strom. Pouze několik málo proschlých větví. Rány po odřezaných větvích již zcela zavaleny, nebo se dobře zavalují. |
| Lípy v Mořině                                |                                             | Mořina 49°57′8″ s. š., 14°13′ v. d.                  | lípa malolistá (3)                                 | 481          | 104186 Q12034737  | Kategorie „Lípy v Mořině“ na Wikimedia Commons                          | U Kostela svatého Stanislava. Kolem vede modře značená turistická stezka a cyklistická trasa 0013. Původně zde rostly tři lípy. Jedna zlomena větrem v roce 1986. Dožívající pahýl se vyvrátil 1. srpna 2005. Poté torzo odstraněno. Mohutnější ze zbývajích stromů údajně vysazen v roce 1742 při rekonstrukci kostela. Konce větví v koruně prosychají. Ve větvích viditelné časté dutiny. Nad bránu hřbitova zasahuje pahýl silné větve s velkou vnitřní dutinou. Jinak na svůj věk v poměrně dobrém zdravotním stavu. Nejmladší lípa dosazená v minulosti ke dvěma starším. Vitální zcela zdravý strom. Cca od 2 metrů rozdělený ve dvoják. |
| Pět dubů                                     |                                             | Nižbor 50°1′43″ s. š., 14°0′24″ v. d.                | dub zimní                                          | 280          | 104185 Q26789149  | Kategorie „Pět dubů“ na Wikimedia Commons                               | Srostlice 5 kmenů na vrchu Míšek nad Nižborem. Pět mohutných kmenů vyrůstá z jednoho místa, pravděpodobně jednoho kořene (pařezu) ve výšce 0,2 – 0,6 m nad zemí. |
| Lípy u kapličky                              | Lípy u kapličky v obci Olešná okres Beroun. | Olešná u Hořovic 49°46′56″ s. š., 13°48′45″ v. d.    | lípa malolistá (4)                                 | 247          | 106144 Q76809946  |                                                                         | Na návsi v obci u kapličky. Vysazeny v roce 1848 na počest zrušení roboty, jako symbol české státnosti. |
| Duby v Osově                                 |                                             | Osov 49°50′51″ s. š., 14°5′0″ v. d.                  | dub letní (4)                                      | 370          | 104184 Q26779928  | Kategorie „Duby v Osově“ na Wikimedia Commons                           | Čtyři památné stromy rostou v zámeckém parku. |
| Podlužský dub                                |                                             | Podluhy 49°48′53″ s. š., 13°54′42″ v. d.             | dub letní                                          | 414          | 104183 Q26789148  | Kategorie „Podlužský dub“ na Wikimedia Commons                          | Strom roste v zahradě u čp. 102. Okolo vedou žlutě a modře značené turistické stezky a cyklotrasy 0006 a 8260. V září 2012 měl strom kmen nakloněný směrem nad silnici vzhledem k růstu na svahu, v koruně se náklon vyrovnává. Byla zaznamenána jedna ulomená silnější větev výše v koruně, ve spodních patrech výmladky na místě odstraněných větví, vitalita dobrá. Na několika místech na kmeni byly pozorovány plodnice pravděpodobně ohňovce statného. |
| Klen na Hrachovišti                          |                                             | Podluhy 49°47′16″ s. š., 13°54′16″ v. d.             | javor klen                                         | 505          | 106308 Q73602059  | Kategorie „Klen na Hrachovišti“ na Wikimedia Commons                    | Jižně od bývalé obce Hrachoviště, u cesty poblíž rozcestí. Javor je svou velikostí a stářím mimořádně významný v rámci celé oblasti CHKO Brdy. |
| Skřipelská alej                              |                                             | Skřipel 49°50′39″ s. š., 14°4′29″ v. d.              | jírovec maďal (195)                                |              | 104182 Q26790857  | Kategorie „Skřipelská alej“ na Wikimedia Commons                        | Alej podél silnice Skřipel-Osov čítající celkem 195 chráněných stromů. |
| Dub u Drahlovic                              |                                             | Skuhrov pod Brdy 49°51′58″ s. š., 14°8′50″ v. d.     | dub letní                                          | 360          | 104200 Q26789157  | Kategorie „Dub u Drahlovic“ na Wikimedia Commons                        | Na okraji lesa JZ od obce Skuhrov, nad místní částí Drahlovice. V roce 2003 proveden zdravotní a odlehčovací řez v celé ploše koruny. V roce 2009 na kmeni pozorována dřevokazná houba. |
| Dub v Leči 1                                 |                                             | Skuhrov pod Brdy 49°53′15″ s. š., 14°9′7″ v. d.      | dub letní                                          | 525          | 104180 Q26789147  | Kategorie „Dub v Leči 1“ na Wikimedia Commons                           | U Pustého rybníka v Leči, na pravé straně přítoku do rybníka, součást stromořadí. V roce 2009 zaznamenána mrazová prasklina na kmeni. V roce 2019 měl rozložitou korunu, kosterní větve vyrůstají cca z jedné úrovně na kmeni, na bázi odstraněno v minulosti část menších větví. Dub má několik vazeb, prasklina zhojená až na část nad patou kmene, zde dutina s úzkým vstupem, patník. |
| Dub v Leči 2                                 |                                             | Skuhrov pod Brdy 49°53′13″ s. š., 14°8′58″ v. d.     | dub letní                                          | 565          | 104179 Q26789146  | Kategorie „Dub v Leči 2“ na Wikimedia Commons                           | U silnice Skuhrov-Liteň, ústí Vodického potoka do rybníka Leč. Dub byl údajně předlohou několika romantických obrazů a pro jeden z motivů opony Národního divadla. Strom je dosti proschlý, větve jsou ořezané ale neošetřené, ze silných větví obráží. Asi v 8 m je na kmeni otevřená dutina po ulomené větvi, kmen je patrně celý dutý. Asi 10 m od něho je velmi pěkná hrušeň. V roce 2009 strom ponechán na dožití. V roce 2019 byl dub již téměř suchý. Živé větve nižšího řádu na větvích ve spodních partiích koruny orientovaných nad cestu.                                                                                            |
| Lípa v Leči                                  |                                             | Skuhrov pod Brdy 49°53′13″ s. š., 14°8′59″ v. d.     | lípa malolistá                                     | 262          | 104167 Q26789135  | Kategorie „Lípa v Leči“ na Wikimedia Commons                            | Na samotě před Lečí. Strom republiky z roku 1918. Koruna po obvodu prosychající, pahýly po odřezaných větvích, mechanické poranění větví. V roce 2002 proveden zdravotní řez. |
| Skuhrovské duby                              |                                             | Skuhrov pod Brdy 49°52′51″ s. š., 14°8′56″ v. d.     | dub letní (2)                                      | 474          | 104181 Q26779926  | Kategorie „Skuhrovské duby“ na Wikimedia Commons                        | Na louce u silnice Skuhrov-Leč, po pravé straně v remízku. 26. srpna 2005 zrušena ochrana 6 odumírajících dubů z původních 8. V roce 2002 proveden zdravotní řez stromů v ploše celé koruny. V roce 2009 menší z dubů poškozen bleskem a dřevokaznými houbami. Pozorována tracheomykóza. |
| Babyka Josefa Malečka pod Brdlákem           |                                             | Srbsko 49°55′47″ s. š., 14°8′24″ v. d.               | javor babyka                                       | 323          | 106465            |                                                                         | Na okraji louky mezi pravým břehem Berounky a železniční tratí. |
| Stašovský dub                                |                                             | Stašov u Zdic 49°52′48″ s. š., 13°57′47″ v. d.       | dub letní                                          | 385          | 104178 Q26789145  | Kategorie „Stašovský dub“ na Wikimedia Commons                          | Dub letní u silnice ze Stašova na Kočvary cca 400 m od obce. V roce 2002 proveden zdravotní řez. V roce 2019 měl pravidelnou široce rozloženou korunu vyrůstající z jednoho místa. Ve spodních partiích odstraněno několik větví, vitální, zdravý. |
| Stradonický dub                              |                                             | Stradonice u Nižboru 50°0′24″ s. š., 14°1′49″ v. d.  | dub letní                                          | 342          | 104177 Q26789144  |                                                                         | U cesty Krkavčí hora-Nižbor, asi 400 m SZ od vrchu Krupka. V roce 2010 kmen rovný, přímý se zarůstajícími suky. Koruna pravidelná, spodní část vlivem zastínění okolním porostem prosychá. První živé větve jsou přibližně v deseti metrech nad zemí. |
| Dub u Nováků                                 |                                             | Suchomasty 49°53′49″ s. š., 14°3′47″ v. d.           | dub letní                                          | 363          | 106454            |                                                                         | V části zahrady v bývalém vlastnictví rodiny Nováků. |
| Dub u Suchomast                              |                                             | Suchomasty 49°53′38″ s. š., 14°3′38″ v. d.           | dub letní                                          | 430          | 104176 Q26789143  | Kategorie „Dub v Suchomastech“ na Wikimedia Commons                     | V lese nad rybníkem u cesty. Velké množství i silných suchých větví. Kdysi solitérní strom trpí zastíněním okolním porostem. |
| Dub na Herinkách                             |                                             | Svatý Jan pod Skalou 49°58′6″ s. š., 14°6′56″ v. d.  | dub letní                                          | 32           | 105797 Q26790375  | Kategorie „Dub na Herinkách“ na Wikimedia Commons                       | Nejmladší památný strom v CHKO Český kras. Vyhlášen památným stromem v roce 2011. Stromek byl vysazen 22. dubna 2001 u příležitosti Dne Země, z iniciativy občanského sdružení Svatojánský občan. Roste v místě prastarého dubu, který byl podle Svatoivanské legendy svědkem setkání knížete Bořivoje a poustevníka Ivana. V tomto místě se také konaly tradiční berounské poutě, o kterých existují záznamy již z roku 1595. Původní dub s obvodem kmne 3,5 m odumřel v roce 1974 a v roce 1980 se zřítil k zemi. |
| Dub na Čihátku                               |                                             | Svinaře 49°53′51″ s. š., 14°10′56″ v. d.             | dub letní                                          | 535          | 104175 Q26789142  | Kategorie „Dub na Čihátku“ na Wikimedia Commons                         | Na okraji lesa na louce u Čihátka, severně od obce. V roce 2002 proveden zdravotní řez, mechanické opracování a konzervační ošetření dutiny, zhotovení drenážní podlahy. V roce 2004 měl terminální kmen, dutý, koruna rozložitá, široká. Dutina ve kmeni ošetřena, okraje zavalují. V roce 2019 stav stromu dobrý, nízký kmen, široce rozložitá koruna bez významnějšího prosychání. |
| Dub v Trubské                                |                                             | Trubská 49°57′23″ s. š., 13°59′37″ v. d.             | dub letní                                          | 450          | 104174 Q26789141  | Kategorie „Dub v Trubské“ na Wikimedia Commons                          | V zahradě u čp. 15 v dolní části obce nad Dibeřským potokem. V roce 2010 kmen přímý, lehce boulovitý, v deseti metrech se dělí na dva rovnocenné vrcholy. Koruna symetrická, pravidelná téměř až k zemi, vitální. Množství drobných suchých větví do 10%. |
| Třenický dub                                 | Památný dub v obci Třenice.                 | Třenice 49°51′18″ s. š., 13°49′42″ v. d.             | dub letní                                          | 329          | 104201 Q26779935  |                                                                         | Na okraji zahrady u čp. 15. Dříve zde rostly duby dva. Dnes již jen jeden zdravý strom s rozložitou nízko založenou korunou se zanedbatelným procentem drobnějších suchých větviček. |
| Chlumecký dub                                |                                             | Velký Chlumec 49°49′35″ s. š., 14°5′22″ v. d.        | dub letní                                          | 490          | 104162 Q26789130  | Kategorie „Chlumecký dub“ na Wikimedia Commons                          | Za humny, okraj lesa, za rod. domkem čp. 13. Zmiňován v kronice. V roce 2019 kmen se nízko nad zemí dělí na dvě mohutné kosterní větve (bez tlakového větvení), koruna mírně asymetrická (zastínění okolním porostem), větší hmota směřuje nad pastvinu, dobrý zdravotní stav. |
| Břek v Železné                               |                                             | Železná 50°0′34″ s. š., 14°5′15″ v. d.               | jeřáb břek                                         | 305          | 104171 Q26789138  | Kategorie „Břek v Železné“ na Wikimedia Commons                         | Památný strom u kostela. Solitérní strom s širokou korunou, kmen je částečně dutý, ošetřený, koruna stažena lany. Roku 1999 odebrány semena. Vázání v koruně, zastřešení dutiny. V letech 1994 a 2000 proveden zdravotní a odlehčovací řez, ošetření a zastřešení dutin a vázání. V roce 2018 stav nezměněn, vazby v pořádku, stříšky kryjící dutiny poškozené ptáky, bohatě plodil. |
| Lípa u pomníku v Železné                     |                                             | Železná 50°0′36″ s. š., 14°5′28″ v. d.               | lípa malolistá                                     | 362          | 104168 Q26789136  | Kategorie „Lípa u pomníku v Železné“ na Wikimedia Commons               | Lípa srdčitá na návsi u pomníku padlých. Drobné suché větve, na spodní větvi plodnice klanolístky obecné. V roce 1997 proveden zdravotní řez a ošetření dutin. V roce 2018 měla lípa pravidelnou korunu, dobrý zdravotní stav, plodnice hub nepozorovány, dutiny zakryté stříškami, reakční dřevo na spodní straně větví. |
| Lípy v Železné                               |                                             | Železná 50°0′34″ s. š., 14°5′15″ v. d.               | lípa malolistá (2)                                 | 430          | 104170 Q26779925  | Kategorie „Lípy v Železné“ na Wikimedia Commons                         | Dvě památné lípy při silnici pod kostelem. V roce 2000 proveden zdravotní a odlehčovací řez. Oba stromy mají kotlovitě utvářená koruna, v roce 2018 sekundární koruny, boulovité kmeny a výmladky při bázi, kvůli boulím obvod jen přibližný. |